# Иванов, Евгений Павлович (писатель)
Евгений Павлович Иванов (7 (19) декабря 1879, Санкт-Петербург — 4 или 5 января 1942 Ленинград) — российский публицист, детский писатель, мемуарист. Ближайший друг Александра Блока, автор воспоминаний о нём.

## Биография
Родился 7 декабря 1879 г. в Петербурге. Отец — Павел Александрович Иванов, личный дворянин, член Правления Волжско-Камского банка. Мать — Мария Петровна (урожденная Угрюмова), происходила из купеческого старообрядческого рода. Старшие братья :
- Иванов, Александр Павлович — искусствовед (1876 −1933)
- Иванов, Пётр Павлович- учёный -эмбриолог, профессор (1878 −1942)

В 1905 г. окончил юридический факультет Императорского Санкт-Петербургского университета.
С 1907-го по 1918 год работал конторщиком-счетоводом в Правлении Китайско-Восточной железной дороги. После 1917 г. — библиотекарем Губернского отдела здравоохранения. С 1925 г. «статистиком 1-го разряда» в Ленинградском Областном статистическом отделе и в других статистических учреждениях.
В 1903—1904 гг. публиковался в журнале «Новый Путь», в 1905 г. — в «Вопросах жизни». В 1907 г. — в альманахе «Белые ночи» (литературно-философский этюд «Всадник. Нечто о городе Петербурге»). Это эссе вызвало критические отзывы А.Блока и А. Белого («Весы», 1907, № 7). Публиковался также в журнале «Мир искусства», в газетах «Страна», «Утренняя заря».
Автор книг для детей; публиковался в детском журнале «Тропинка». В 1924—1925 г. публиковался в детском журнале Воробей(Новый Робинзон) .
Член Петроградского религиозно-философского Общества и «Вольфилы». C 1917 по 1928 г. — член Кружка «Воскресение» А. А. Мейера .
Арестован по делу «Воскресения» 11 декабря 1929 г. как "участник к/р церковно-монархической организации А. А. Мейера «Воскресение». Осужден 22 июля 1929 г. Особым Совещанием при Коллегии ОГПУ СССР по статье 58-10,58-11 УК РСФСР.
Выслан в Северный край на 3 года, находился в ссылке в Великом Устюге (1929—1932 гг.) .
В 1932—1942 гг. после ссылки проживал в Ленинграде. В 1932 году поступил статистиком на завод киноаппаратуры. В 1933 г. занял должность заведующего Статистического отдела Ленинградского Спиртового завода; состоял счетоводом механической мастерской, табельщиком и просто рабочим на заводе им. Макса Гельца. В последние годы жизни служил кассиром Музыкальной школы при Ленинградской консерватории. Жил по адресу: набережная реки Карповки, д. 18, кв. 7.
4 или 5 января 1942 г. умер в блокадном Ленинграде от голода.
Жена — Горбова (Иванова), Александра Фаддеевна. Дочь — Иванова, Марина Евгеньевна. Племянник — Плюшков, Алексей Иванович

## Иванов и Блок
В 1903 г. Е. П. Иванов познакомился с Александром Блоком, и вскоре стал для него «действительным другом», посвященным во все обстоятельства его жизни. Иванов запомнился современникам как «один из тех попутчиков литературы, которым суждено незаметно влиять на самые сокровенные ее ростки» (Э. Голлербах). Дневники и воспоминания Е. П. Иванова стали со временем уникальным источником знаний о Блоке и Петербурге Серебряного века..

## Книги для детей
- Евгений Иванов. В лесу и дома. Рассказы. («Лес», «Таракан», «Пруд», «Косатка», «Черный мельник», «Волхвы с Востока»). Рисунки Т. Гиппиус. Библиотека «Тропинки». Изд. т-ва И. Д. Сытина. М., 1915, 67 стр.
- Евг. Иванов. Рассказы. Гришка Грохотун. Два шага. Кот-Колоброд и крысы. Рисунки В. Д. Замирайло. ГИЗ, Л., 1925, 44 стр.
- Евг. Иванов. Гришка-Грохотун. Для детей среднего и старшего возраста. Рисунки В. Замирайло. ГИЗ, М.-Л., 1927, 23 стр.
- Евг. Иванов. Два шага. Рисунки В. Замирайло. ГИЗ, М.-Л. 1927, 23 стр.
- Евг. Иванов. Козел и дед. Для детей младшего и среднего возраста. Рисунки Татьяны Глебовой. ГИЗ, М.-Л., 1928, 36 стр.
- Евг. Иванов. Кот-Колоброд и крысы. Рисунки В. Замирайло. ГИЗ, М.-Л., 1928, 21 стр.
- «Кот-Колоброд и крысы», журнал «Воробей», 1924, № 2;
- «Два шага» и «Гришка-Грохотун», журнал «Новый Робинзон», 1924 г., № 9 и 12.
- «Митька Четыркин», журнал «Новый Робинзон» № 11 за 1925 г.